# Parkesobservatoriet

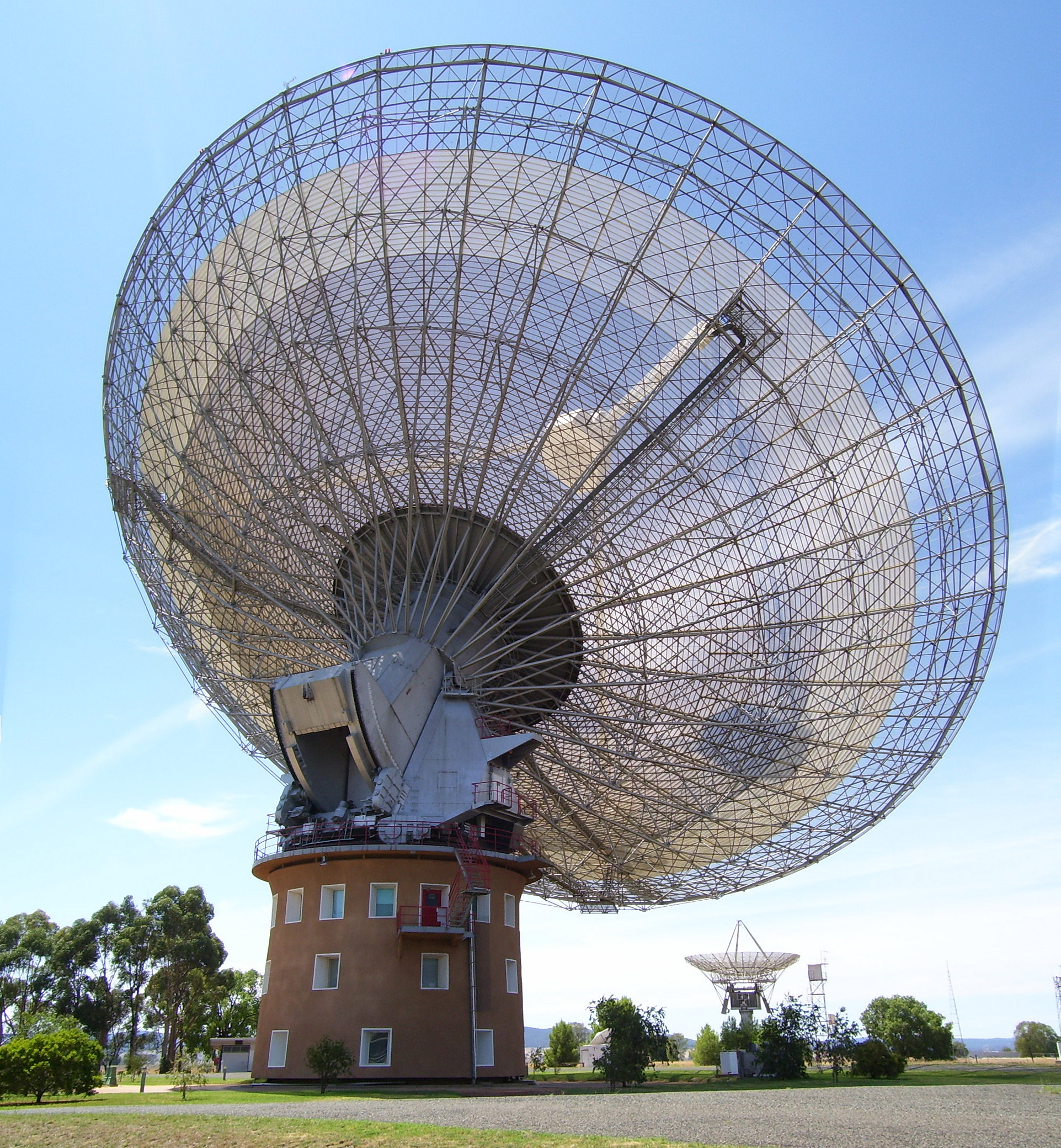
Antennen kan vinklas 60° från vertikalt till horisontellt läge och det tar 15 minuter för antennen att rotera 360°.

Parkesobservatoriet, (engelska: Parkes Observatory), är ett rymdobservatorium med radioteleskop, 20 kilometer norr om staden Parkes i New South Wales, Australien. Det var en av flera radioantenner som användes för att ta emot bilder från månlandningen med  Apollo 11 i juli 1969. 

## Radioteleskopet
Parkes Radiothermal Telescope som stod färdig  1961 var resultatet av E.G. (Taffy) Bowen som var chef för  CSIROs radiofysiska laboratorium. Under andra världskriget arbetade han med radarutveckling i USA och hade mäktiga kontakter inom den vetenskapliga världen. Han övertygade två filantropiska organisationer Carnegie Corporation och Rockefeller Foundation att finansiera halva bygget, genom dessa bidrag från Amerika lyckades han övertyga premiärminister Robert Menzies att finansiera resten av bygget.
Det primära teleskopet är en 64 meter stor antenn, näst störst på södra halvklotet, samt en av de första rörliga antennerna. Efter att bygget slutförts har antennen i stort sett varit i drift konstant tills idag. Antennen uppgraderades genom att jämn metall placerades centralt i antennen för att fokusera kapaciteten från centimeter till millimeter våglängd. De yttre delarna utgörs fortfarande av metallnät.

### Sändningen från Apollo 11
När Buzz Aldrin slog om till kameran på månlandaren tog tre antenner emot signalerna, 64-metersantennen vid Goldstone i Kalifornien, 26-metersantennen vid Honeysuckle Creek, nära Canberra och 64-metersantennen vid Parkes. Under de första minuterna av sändningen alternerade NASA mellan signalerna som togs emot av antennerna vid Goldstone och Honeysuckle Creek i syfte att få de bästa bilderna. Knappt nio minuter in i sändningen byttes sändningen till signalerna som togs emot av Parkes. Kvaliteten på bilderna som togs emot av Parkes var så överlägsna att NASA stannade kvar vid de signalerna under hela den 2,5 timmar långa sändningen.
Händelsen kring sändningarna skildrades i filmen The Dish (2000).